# Nils Berencreutz
Nils Fredrik Hampus Berencreutz, född den 5 oktober 1891 i Stockholm, död där den 2 september 1986, var en svensk diplomat och hovman. Han var son till Adolf och Hildegard Berencreutz samt i sitt första äktenskap måg till Conrad Carleson. 

## Biografi
Berencreutz bedrev studier vid universiteten i Paris och Besançon 1909–1910. Han avlade filosofie kandidatexamen vid Uppsala universitet 1913 och juris kandidatexamen där 1919. Berencreutz var amanuens i civil- och socialdepartementen 1919–1920 och tjänstgjorde i riksdagens konstitutionsutskott 1921–1922. Han blev attaché i Utrikesdepartementet 1922, i London 1923, var tillförordnad legationssekreterare i Tokyo 1923–1924, i Buenos Aires 1925, attaché i Madrid 1926, sekreterare åt utrikesministern 1926–1928, vicekonsul i Hamburg 1928, i Rotterdam 1929, förste legationssekreterare i Paris 1930–1934, i Riga, Tallinn och Kaunas 1934–1936, i Helsingfors 1936, legationsråd där 1936–1937, byråchef vid Utrikesdepartementet 1937–1941, Kunglig Majestäts agent hos general Francos regering 1938, tillförordnad chargé d'affaires i Spanien 1939 och 1948–1951 samt chef för B-avdelningen i Buenos Aires 1944–1947. Berencreutz försattes i disponibilitet 1951 och beviljades avsked 1957. Han var expeditionschef i riksmarskalksämbetet och hovexpeditionen 1941–1950 och rikshärold 1943–1947. Berencreutz invaldes som ledamot av Samfundet för utgivande av handskrifter rörande Skandinaviens historia 1961. Han blev riddare av Nordstjärneorden 1939 och kommendör av andra klassen av samma orden 1941. Berencreutz vilar på Solna kyrkogård.